# Edmund Wehrli
Edmund Wehrli, auch Wehrli-Bleuler (* 8. Juni 1904 in Zürich; † 7. Januar 2002 in Zollikon; heimatberechtigt in Aarau, Zollikon sowie Zürich), war ein Schweizer Jurist und Offizier.

## Leben

### Familie und Ausbildung
Der reformiert getaufte, aus Zürich stammende Edmund Wehrli, Sohn des Geologen, Gymnasiallehrers sowie Forschungsreisenden Dr. phil. Leo Wehrli (1870–1954) und dessen Ehegattin Anna Margaretha geborene Frey (1880–1968), wandte sich nach dem Erwerb der eidgenössischen Maturität an der Kantonsschule Rämibühl dem Studium der Rechtswissenschaften an der Universität Zürich zu, das er 1927 mit der Promotion zum Dr. iur. abschloss. Edmund Wehrli vermählte sich im Jahr 1930 in Zürich mit Gerda Hedwig (1907–1990), Tochter des renommierten Psychiaters Eugen Bleuler. Wehrli verstarb Anfang des Jahres 2002 im hohen Alter von 97 Jahren in Zollikon.

### Juristischer Werdegang
Edmund Wehrli, seit 1929 als Rechtsanwalt eingesetzt, eröffnete 1942 ein eigenes Büro. Der publizistisch den Widerstand gegen das nationalsozialistische Deutschland unterstützende Wehrli fungierte zwischen 1941 und 1942 aber auch als Rechtsberater der eingeschweizerten Auslandholding des deutschen Grosskonzerns IG Farben, seit 1945 Interhandel. In seiner Funktion als deren Anwalt versah er in der Nachkriegszeit unter anderem das Amt des Verwaltungsratspräsidenten der Cilag.

### Militärische Laufbahn
Edmund Wehrli wurde im Jahr 1937 in den Generalstab aufgenommen. 1940 übernahm Wehrli das Kommando des Stadtzürcher Füsilierbataillons 69. Der 1948 zum Obersten Beförderte erhielt später das Kommando des Winterthurer Infanterieregimentes 25, 1965 wurde er aus der Dienstpflicht entlassen. Der sich für eine starke Armee engagierende Wehrli sprach sich noch in den 1980er Jahren vehement gegen die Armeeabschaffungsinitiative aus.

## Publikationen
- Die rechtliche Stellung der Instruktionsoffiziere. Dissertation Universität Zürich, Zürich 1928.
- Zur Revision des Militärstrafrechtes. Huber, Frauenfeld 1949.
- Gedanken eines Milizsoldaten. Mit einem Geleitwort von Edgar Schumacher. Schweizer Spiegel Verlag, Zürich 1957.
- Respekt vor wehrhafter Neutralität. In: Neue Zürcher Zeitung. 7. September 1983.
- Schweiz ohne Armee : eine Friedensinsel? In: Schriftenreihe der Gesellschaft für Militärhistorische Studienreisen. Heft Nr. 3, Gesellschaft für militärhistorische Studienreisen (GMS), Zürich 1985.
- Briefe aus dem Aktivdienst, 1939–1941. In: Schriftenreihe der Gesellschaft für militärhistorische Studienreisen. Nr. 12, Gesellschaft für militärhistorische Studienreisen (GMS), Zürich 1993.